# Ángel del Campo y Cerdán
Ángel del Campo y Cerdán (Cuenca, 11 de mayo de 1881-Madrid, 4 de noviembre de 1944), químico español. Profesor de Química Analítica en la Universidad Central de Madrid, fue el primer catedrático de esta disciplina. Sus trabajos científicos están dirigidos hacia la espectroscopía y sus aplicaciones al análisis químico.

## Biografía
Ángel del Campo quedó huérfano de padre poco antes de cumplir los cinco años. El hecho de no tener hermanos y vivir sólo con su madre hizo de él un niño solitario e introvertido. Con tan sólo catorce años termina el bachillerato, siendo merecedor del premio extraordinario. Se traslada a la Universidad Central de Madrid, hoy en día la Universidad Complutense, en 1895, convirtiéndose en el alumno más joven que haya estudiado química en la facultad de ciencias de esa universidad. 
En 1901 obtiene el título de Licenciado en Ciencias. Ese mismo año comienza a dar clases como profesor de física general y, años más tarde, de química general. En 1906 se doctora en Ciencias Fisicoquímicas, obteniendo nuevamente el premio extraordinario. Al año siguiente es nombrado auxiliar interino del catedrático Juan Fagés y Virgili. 
En 1908 es pensionado por la Junta de Ampliación de Estudios e Investigaciones Científicas (JAE) para estudiar en París. A su regreso es nombrado auxiliar numerario de la Sección de Químicas en 1911 y es pensionado de nuevo para estudiar espectroquímica en París y en Lieja. En 1915 obtiene la cátedra de Análisis Químico General, publicando desde entonces diversos trabajos sobre análisis químico espectroscópico y varios tratados de química.
Formó parte de la Comisión Internacional de Nomenclatura Química, de la Comisión Nacional de Pesos Atómicos y fue representante de la Sociedad Española de Física y Química (SEFQ) en la Federación de Sociedades Químicas. En 1927 ingresó en la Real Academia de Ciencias Exactas, Físicas y Naturales.
Colaborador científico de la II República Española, tras la Guerra Civil fue depurado y posteriormente rehabilitado, continuando con su labor docente e investigadora durante algunos años más, hasta el 4 de noviembre de 1944, fecha de su fallecimiento.